# Heavenly Pop Hits
Heavenly Pop Hits è una compilation del gruppo neozelandese The Chills, pubblicato nel 1994 in Europa, Australia e New Zealand dalla Flying Nun Records. Tutte le canzoni scritte da Martin Phillipps. Alcune versioni del disco avevano allegato un mini-album, Ice Picks, con sei brani pubblicati in precedenza come lato B di alcuni singoli.

## Tracce
Heavenly Pop Hits
1. "Heavenly Pop Hit"
2. "I Love My Leather Jacket"
3. "Doledrums"
4. "Double Summer"
5. "Oncoming Day"
6. "Rolling Moon"
7. "I'll Only See You Alone Again"
8. "Never Never Go"
9. "Wet Blanket"
10. "Pink Frost"
11. "Kaleidoscope World"
12. "Look for the Good in Others"
13. "House with a Hundred Rooms"
14. "Part Past Part Fiction"
15. "Male Monster from the Id"
16. "This is the Way"

Ice Picks
1. "Oncoming Day ("Brave Words" outtake)"
2. "Party in My Heart"
3. "Living in the Jungle"
4. "Big Dark Day"
5. "I Wish I Could Do Without You"
6. "Green Eyed Owl"

## Musicisti
- Justin Harwood: basso, cori
- James Stephenson: batteria
- Andrew Todd: tastiere, cori
- Martin Phillipps: voce, chitarra